# Centro de Arte y Creación Joven
El Centro de Arte y Creación Joven, conocido también como La Caja Blanca, se encuentra en el barrio de Torre Atalaya del distrito Teatinos-Universidad de la ciudad de Málaga, España.
La construcción de este edificio fue impulsada por el Ayuntamiento de Málaga e inaguruado en abril de 2009. Se define como un "recinto multidisciplinar y multicultural abierto a jóvenes y colectivos, que se define como un receptor de ideas y proyectos de interés público, innovadores y con contenidos experimentales".
Es un edificio de dos plantas  de 3.600 metros cuadrados donde hay un auditorio de 500 plazas, sala de exposiciones y salas de ensayo. Otras dependencias albergan puntos de información, recepción, cafetería, laboratorio de arte digital, mediateca, sala de montaje, plató de televisión, salas para talleres de artes escénicas y plásticas, autas informáticas y salas de juntas.
El edificio está destinado a la danza, el teatro, la música, el cine, cómic, escultura, pintura, fotografía, moda, exposiciones, talleres, congresos y seminarios.